# Syntrichia papillosa
Syntrichia papillosa là một loài Rêu trong họ Pottiaceae. Loài này được (Wilson) Jur. miêu tả khoa học đầu tiên năm 1882.

## Hình ảnh

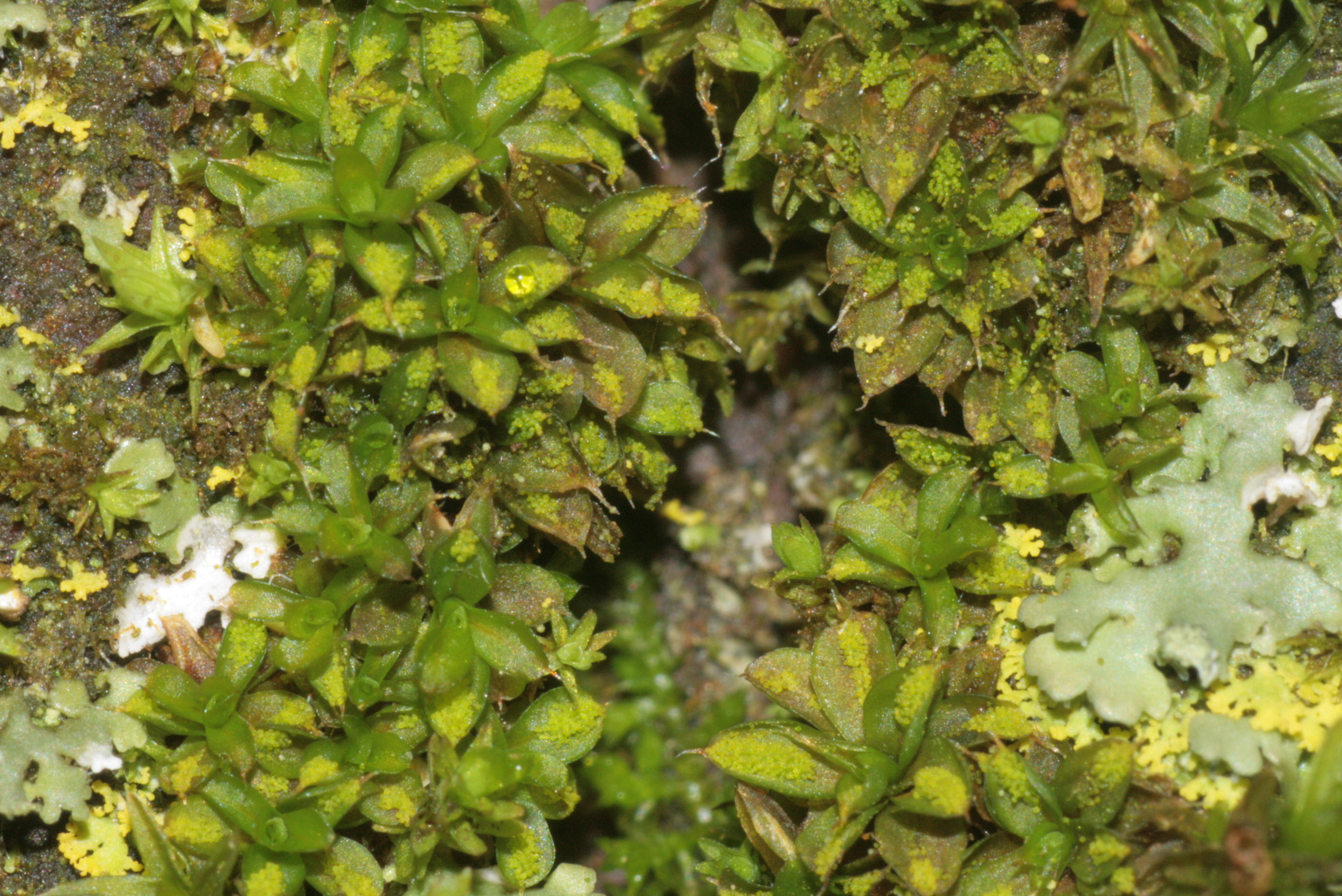
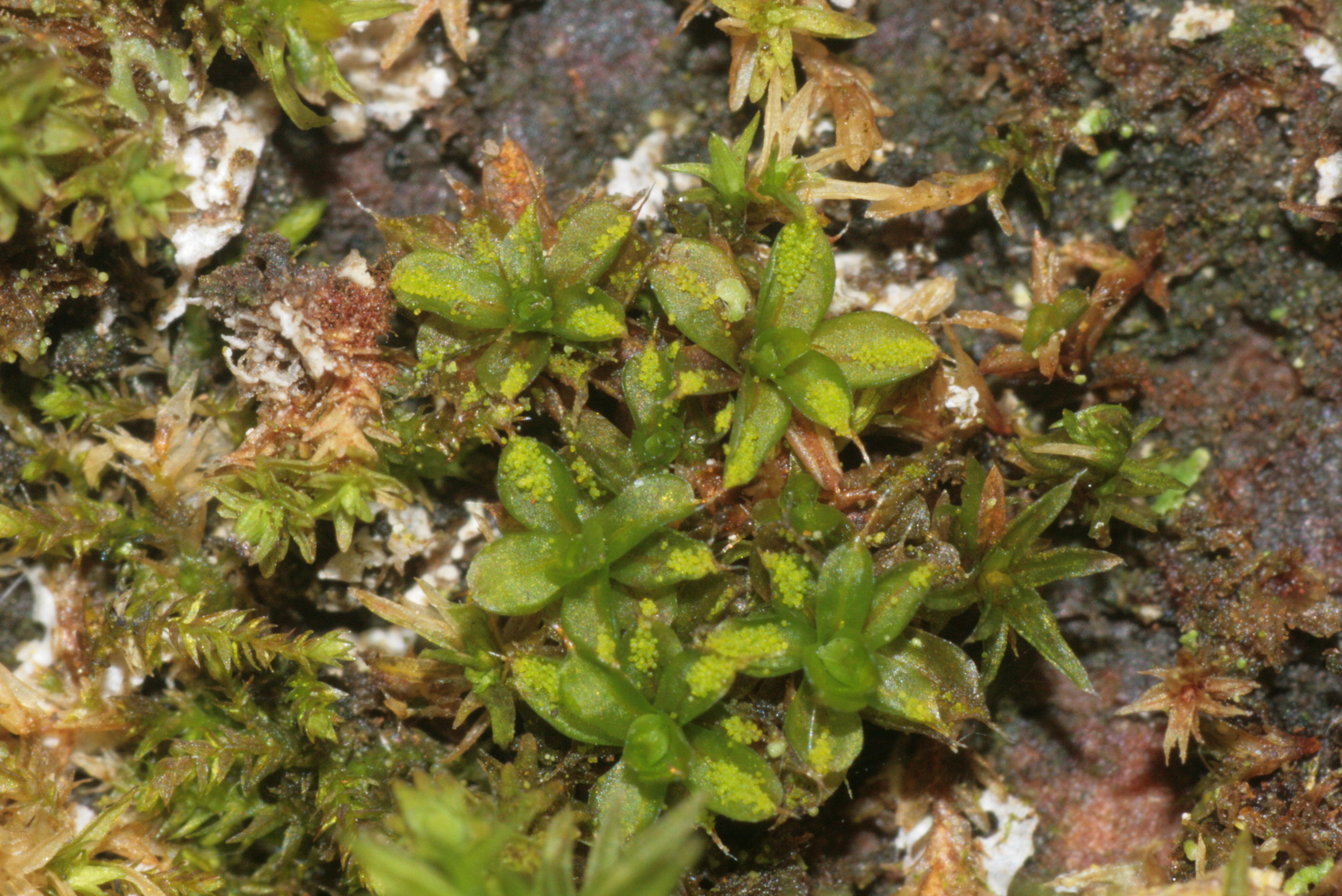
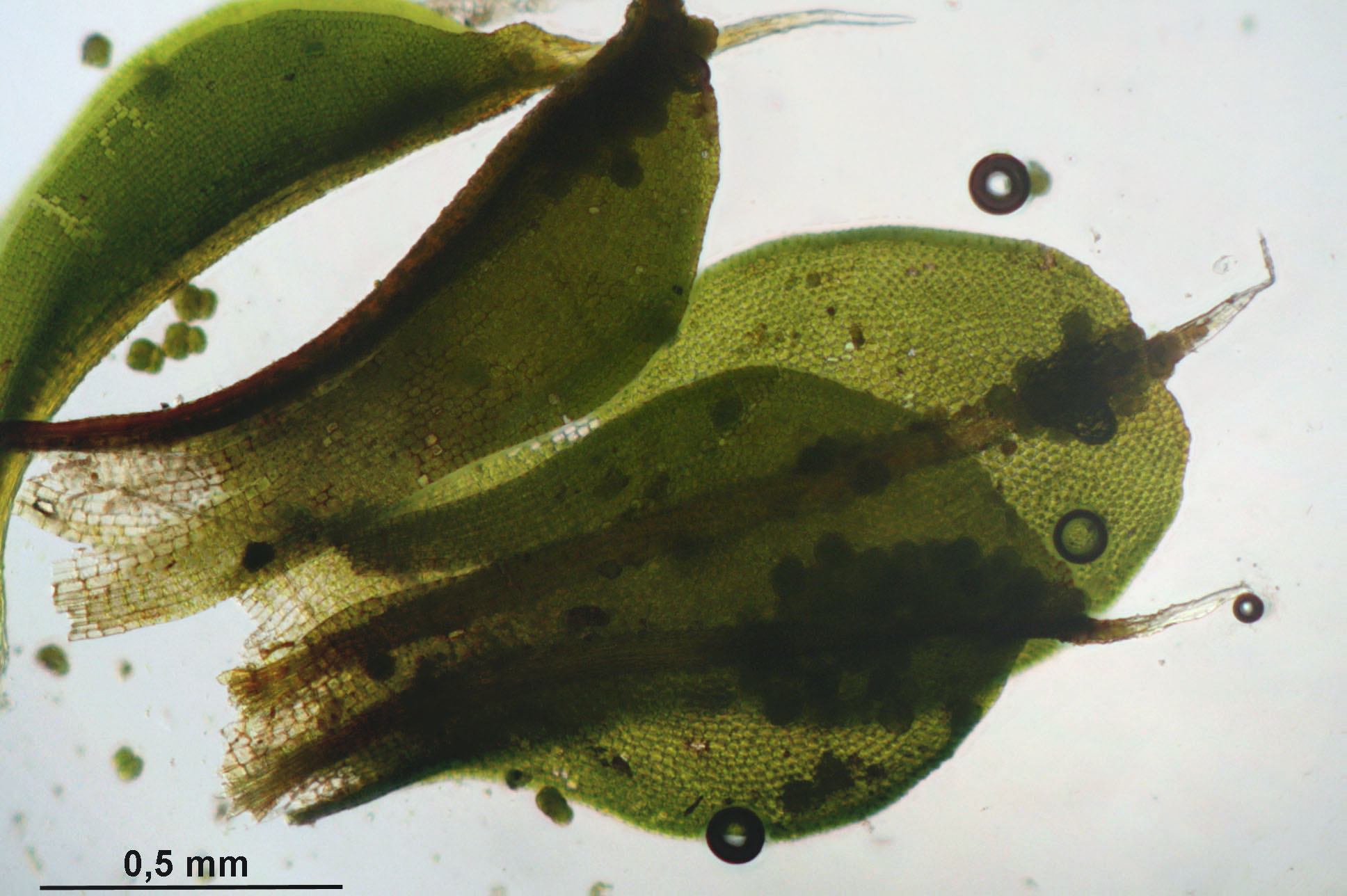
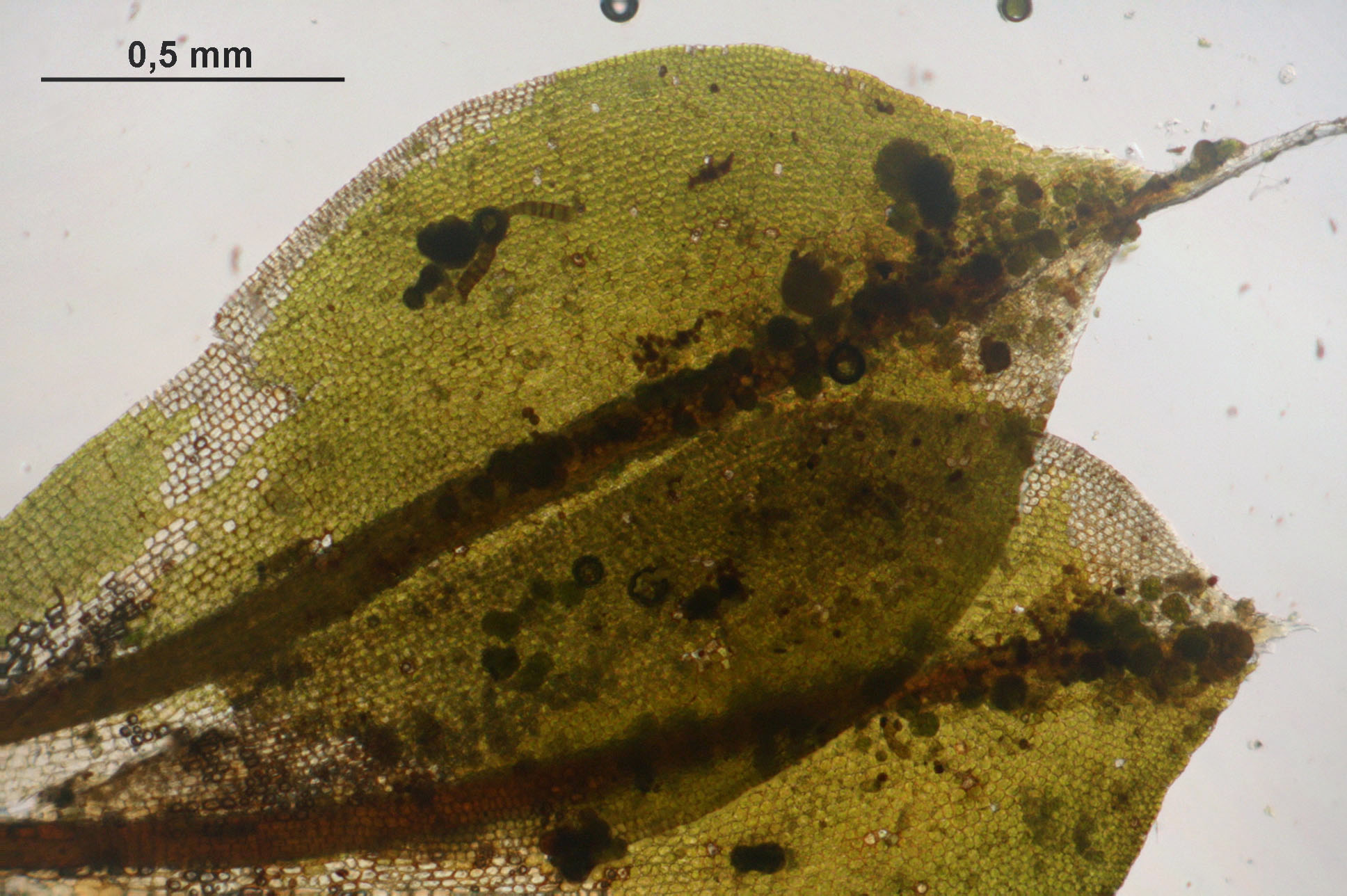